# Martberg

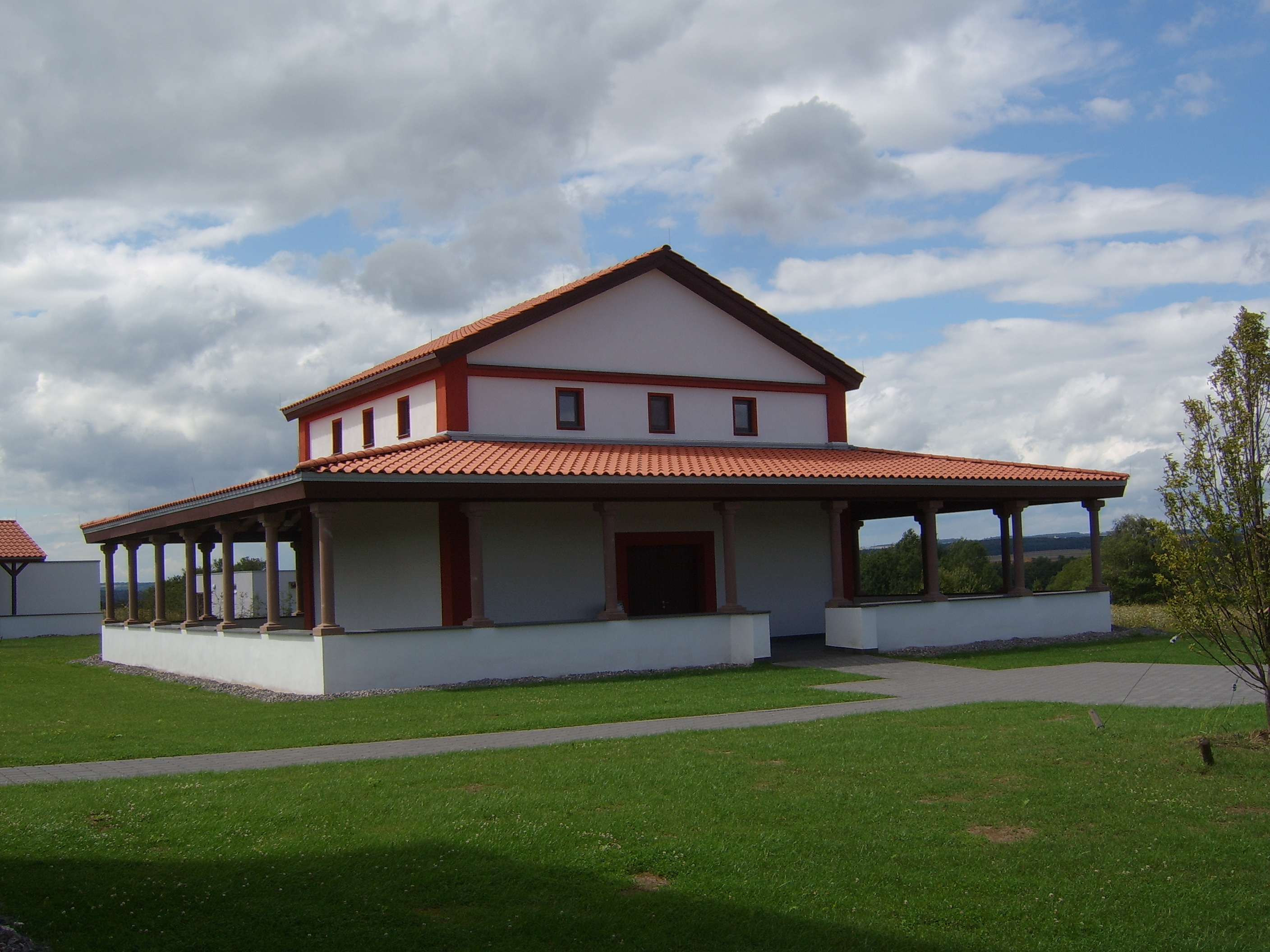
Rekonstruierter gallo-römischer Umgangstempel auf dem Martberg/Eifel

Der Martberg, auch Pommerer Mart genannt, liegt zwischen Pommern und Karden an der Untermosel, ca. 40 km flussaufwärts von der Mündung der Mosel in Koblenz. In vorrömischer Zeit befand sich auf dem Berg ein Oppidum der Treverer und in römischer Zeit ein ausgedehnter Tempelbezirk, in dem der Gott Lenus Mars verehrt wurde. Der Name lässt sich auf die Verehrung dieser Gottheit zurückführen.

## Topographische Lage
Der Martberg ist ein vollständig auf Pommerer Gemarkung liegender Tafelberg, dessen höchster Punkt sich bei 273,2 m über NN und somit ca. 190 m über der Mosel befindet. Gemeinsam mit dem benachbarten Hüttenberg, Gemarkung Karden, bildet er ein Bergplateau mit einer Gesamtfläche von mehr als 70 ha, das an drei Seiten in sehr tief eingeschnittene Täler abfällt. Im Süden wird das Plateau durch die Mosel begrenzt im Nordwesten durch das Pommerbachtal und im Nordosten durch das Brohlbachtal. Nur über einen schmalen Grat ist es von Norden her zugänglich.

## Forschungsgeschichte
Seit alters her ist der Martberg als reiche Fundstätte römischer Altertümer bekannt. Die ersten systematischen Forschungen erfolgten in den Jahren 1885 bis 1890 durch das Rheinische Landesmuseum Bonn unter Leitung von Joseph Klein. Bereits damals konnte ein großer umfriedeter Tempelbezirk mit zahlreichen Tempeln und Nebengebäuden nachgewiesen werden. Im Jahr 1987 untersuchte das Landesamt für Denkmalpflege Rheinland-Pfalz (Abteilung Archäologische Denkmalpflege, Amt Koblenz) die Wallanlagen des Martberges durch mehrere Grabungsschnitte. Seit 1994 lief die systematische archäologische Erforschung des Martberges unter der Leitung des Amtes Koblenz des Landesamtes für Denkmalpflege Rheinland-Pfalz und mit der Unterstützung der Deutschen Forschungsgemeinschaft. Mit der Herausgabe der Abschlussveröffentlichung der Ergebnisse, 2013, sind die archäologischen Ausgrabungen zunächst abgeschlossen.

## Siedlungsgeschichte
Die ersten Siedlungsspuren auf dem Mart- und Hüttenberg lassen sich bis in die Jungsteinzeit zurückverfolgen. Dies geht aus einigen ergrabenen Siedlungsgruben und Oberflächenfunden hervor. Eine intensivere Besiedlung lässt sich für die frühe Latènezeit nachweisen. In der Spätlatènezeit erreicht die Siedlungstätigkeit auf dem Mart- und Hüttenberg ihren Höhepunkt. Die größte Ausdehnung erreichte die Siedlung im 1. Jahrhundert v. Chr. Neueste Forschungen konnten durch Grabungen und geomagnetische Untersuchungen eine fast vollständige Besiedlung des Martbergplateaus (ca. 50 ha) und eine teilweise Besiedlung des Hüttenberges nachweisen. Das Siedlungsbild war überwiegend geprägt durch Hofgruppen bestehend aus einem meist quadratischen Wohnhaus mit einer Grundfläche von ca. 25 bis 50 m² und kleineren Speicherhäusern (ca. 4 bis 15 m²).
Innerhalb der Siedlung fanden sich zahlreiche Metallschlacken und Ofenreste, was auf Metallwerkstätten hindeutet. Weitreichende Handelsbeziehungen sind an dem Import von römischen Weinamphoren abzulesen. Der Nachweis des Martberges als Münzstätte konnte durch die Funde von Rohlingen und Münzgussformen erbracht werden und unterstreicht dessen Funktion als übergeordneter Zentralort. Während der Zeit ihrer größten Ausdehnung war die Stadt durch eine 3,2 km lange Pfostenschlitzmauer befestigt, die mindestens dreimal erneuert wurde. Im Laufe der Romanisierung wurde die Siedlung auf dem Martberg im 1. Jahrhundert n. Chr. zu Gunsten des an der Mosel entstandenen Vicus Cardena, dem heutigen Treis-Karden, aufgegeben. Der heilige Bezirk im Zentrum des Berges blieb allerdings bestehen und entwickelte sich in den folgenden Jahrhunderten zu voller Blüte.

## Heiligtum
Am höchsten Punkt des Berges befand sich bereits zur Zeit der keltischen Stadt ein heiliger Bezirk, der während der römischen Epoche in mehreren Phasen um- und ausgebaut wurde. Die ältesten Nachweise für religiöse Handlungen datieren vor die Mitte des 1. Jahrhunderts v. Chr. Im Bereich des Tempels K (siehe Abbildung) wurde ein rechteckiger 10 × 12 m messender Graben aus dieser Zeit festgestellt, in dem zahlreiche Opfergegenstände deponiert waren. In der frühen römischen Kaiserzeit wurde der zentrale Kultbezirk durch einen repräsentativen Tempel zunächst in Holzbauweise ersetzt und durch weitere Tempel sowie eine rechteckige Einfriedung ergänzt. Im 3. Jahrhundert n. Chr. erreichte der Ausbau des Tempelbezirks seinen Höhepunkt. Nun befand sich im Zentrum ein mächtiger, steinerner Umgangstempel in gallo-römischer Bauweise, der von mehreren kleineren Tempeln umgeben war. Der Bezirk wurde durch eine große, 65,0 m und im Nord-Westen 78,0 m messende Wandelhalle nach außen abgegrenzt. Im Zuge der Christianisierung wurde der Tempelbezirk in der Zeit Anfang des 5. Jahrhunderts n. Chr. aufgegeben. Zum religiösen Zentrum der neuen Religion des Christentums entwickelte sich nun der am Fuß unterhalb des Martberges gelegene Ort Cardena.
Unzählige Opfergaben, die während der Ausgrabungen gefunden wurden, zeugen von den religiösen Handlungen auf dem Martberg. Aus der Spätlatènezeit haben sich vor allem Münzen, Fibeln und Waffen erhalten, die geopfert und teilweise vor ihrer Niederlegung rituell zerstört wurden. In römischer Zeit wurde der keltische Brauch Münzen und Schmuckgegenstände zu opfern fortgesetzt. Davon zeugen tausende Münzen, hunderte Fibeln und Schmuckgegenstände.
Neu in römischer Zeit war die Opferung von zahllosen tönernen Miniaturgefäßen, die offensichtlich wohl nach rituellem Gebrauch meist im Mündungsbereich beschädigt wurden. Von besonderer Bedeutung sind zwei Inschriftensteine, die in dem Heiligtum die Verehrung des treverischen Heilgottes Lenus Mars belegen. Eine dieser Inschriften ist in lateinischer und griechischer Sprache verfasst. Sie wurde verfasst und gestiftet von einem Griechen namens Tychicos, der sich bei Lenus Mars für seine Heilung von schwerer Krankheit bedankt. Dieses auf vier Seiten beschriebene Kapitell stand ursprünglich auf einer Säule und bildete die Basis einer Sonnenuhr, deren Halbrund erst bei den neuesten Grabungen gefunden wurde und deren Gradeinteilung genau auf die geografische Breite des Martbergs bezogen ist. Außergewöhnlich sind auch die insgesamt 25 Loskugeln aus Tempel M. Sie haben einen Durchmesser von 2,0 cm, sind aus hellem Ton gebrannt und mit eingetieften, in roter Farbe ausgemalten Zahlen zwischen 2 und 94 versehen. Sie dienten wohl zur Orakelweissagung oder Ähnlichem.

Rädchenamulett vom Martberg

Eine weitere Besonderheit des Fundgutes auf dem Martberg ist sein enormer Reichtum an Münzen. Über 10.000 Münzen befinden sich in den Sammlungen von Museen, ungezählt sind jene, die über die Jahrhunderte abgesammelt wurden und so abhandengekommen sind. Etwa 2000 davon sind keltische Prägungen; damit ist der Martberg eine der wichtigsten Fundstellen für die Erforschung des keltischen Münzwesens. Bemerkenswert sind auch die vielen Rädchenamulette und Scheibenfibeln.

## Rekonstruktionen

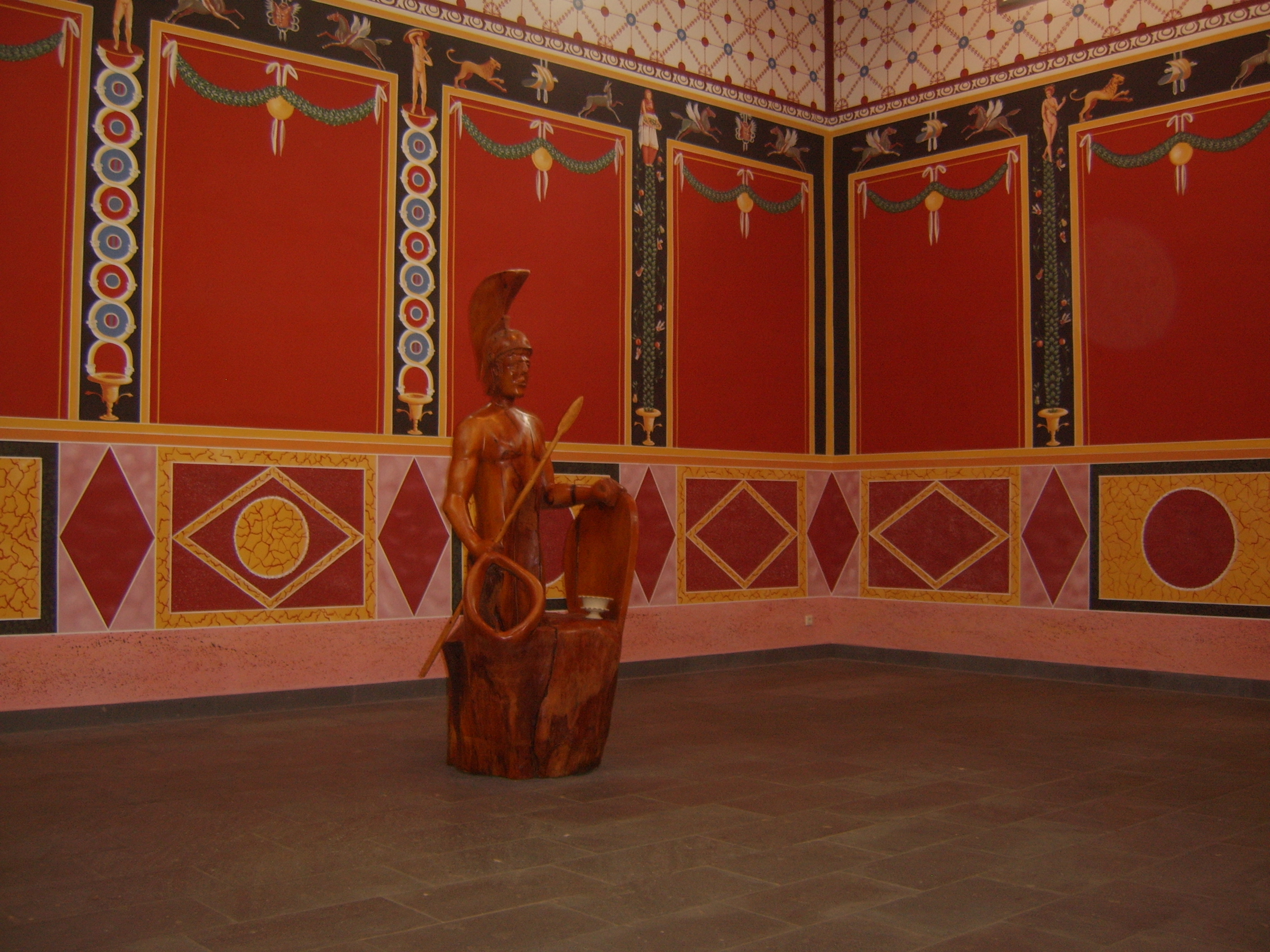
Innenraum des rekonstruierten gallo-römischen Umgangstempels auf dem Martberg

Im Jahr 2004 wurde der Tempelbezirk teilweise wieder aufgebaut und ist gemeinsam mit weiteren Rekonstruktionen der keltischen Siedlung im Archäologiepark Martberg für Besucher zugänglich. Aufbau und Ausmalung des Haupttempels geben in Gestaltung, Motiven und Farbgebung die Forschungsergebnisse wieder, wie sie an Römerbauten im Rhein-Mosel-Gebiet nachgewiesen sind. Viele archäologische Fundstücke aus den Forschungen auf dem Martberg können im Stiftsmuseum Treis-Karden und im Landesmuseum Koblenz besichtigt werden.